# Caleta Corthorn
Die Caleta Corthorn (spanisch, in Argentinien Caleta French) ist eine an ihrer Einfahrt 530 m breite Bucht im Südwesten  der Wiencke-Insel im Palmer-Archipel westlich der Antarktischen Halbinsel. Sie liegt rund 3 km nordöstlich des Kap Errera am Peltier-Kanal.
Chilenische Wissenschaftler benannten sie nach Federico Corthorn, der als Hubschrauberpilot an der Rettung argentinischer, chilenischer und britischer Wissenschaftler nach dem Vulkanausbruch auf Deception Island im Dezember 1967 beteiligt war. Der Hintergrund der argentinischen Benennung ist nicht überliefert.